# Axel von Blomberg
Axel Marian von Blomberg (* 1955) ist ein deutscher Autor von Radwanderführern.

## Leben
Von Blomberg ist Autor mehrerer Reiseführer vor allem für Fahrradtourismus, die in den Verlagen Moby Dick, BVA, grünes herz und Publicpress erschienen sind.
Als Mitglied im ADFC war von Blomberg aktiv an der Entstehung des Radwegenetzes in und um Berlin beteiligt. Dafür wurde ihm 2011 von der Berliner Senatorin Ingeborg Junge-Reyer die Auszeichnung FahrradStadt Berlin verliehen. Von Blomberg lebt in Berlin.

## Schriften (Auswahl)
- Berlin und Umland / RadLandLust, BVA BikeMedia, 2023, ISBN 978-3-96990-150-2
- mit Kai-Uwe Thiessenhusen: Die schönsten Radfernwege in Brandenburg. Publicpress-Verlag, 2017, ISBN 978-3-89920-825-2.
- Havel-Radweg, grünes herz. 2016, ISBN 978-3-86636-139-3.
- Kleines Berliner Mauerbuch. RhinoVerlag, 2014, ISBN 978-3-95560-031-0.
- Dahme-Radweg. grünes herz, 2014, ISBN 978-3-86636-137-9.
- Berliner Mauerweg. grünes herz, 2013, ISBN 978-3-86636-135-5.
- Potsdamer Radtouren. grünes herz, 2012, ISBN 978-3-86636-133-1.
- Radweg Berlin-Leipzig. grünes herz, 2010, ISBN 978-3-86636-130-0.
- Die schönsten Radtouren rund um Berlin. 8. Auflage. Bielefelder Verlag, 2009, ISBN 978-3-87073-130-4.
- Die schönsten Radtouren rund um Hannover. 2. Auflage. Bielefelder Verlag, 1997, ISBN 3-87073-149-4.
- Fahrradführer Main. 1. Auflage. Moby Dick Verlag, 1990, ISBN 3-922843-50-6.